# Kenta Kawai
Kenta Kawai (født 7. juni 1981) er en tidligere japansk fodboldspiller og træner.
Han har spillet for flere forskellige klubber i sin karriere, herunder Ehime FC.
Han har tidligere trænet Ehime FC.